# بو بایدن
جوزف رابینیت «بو» بایدن سوم (انگلیسی: Beau Biden؛ ۳ فوریهٔ ۱۹۶۹ – ۳۰ مهٔ ۲۰۱۵) سیاست‌مدار اهل ایالات متحدهٔ آمریکا بود. وی پیش‌تر دادستان کل ایالت دلاور بود و همچنین با گارد ملی ایالت دلور سابقهٔ حضور در جنگ عراق را داشت.

او عضو حزب دموکرات آمریکا و فرزند ارشد جو بایدن بود. بو بایدن در تاریخ ۳۰ مهٔ ۲۰۱۵ بر اثر سرطان مغزی درگذشت.
باراک اوباما در پیامی ضمن تسلیت به جو بایدن اعلام کرد که بو بایدن، در بسیاری از زمینه‌ها، مانند پدرش جو بایدن بود.

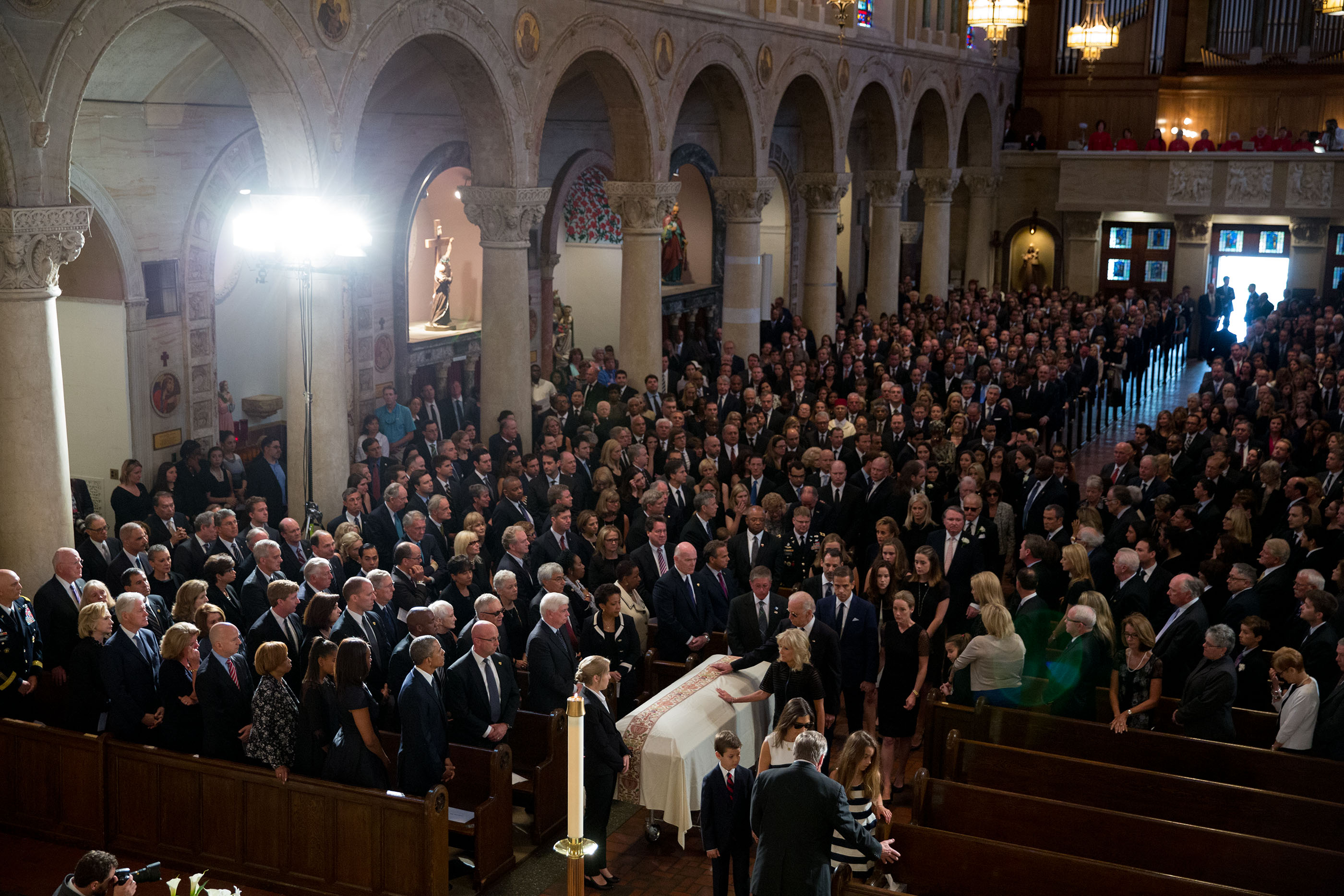
مراسم تشییع پیکر بو بایدن